# Rushen (parrocchia)
Rushen è una parrocchia dell'Isola di Man situata nello sheading di Rushen con 1.629 abitanti (censimento 2011).
È ubicato nell'estrema parte sud occidentale dell'isola. L'economia della parrocchia è basata principalmente sull'agricolutura e la pesca.